# Celestrina
Celestrina este o localitate din comuna Maribor, Slovenia, cu o populație de 280 de locuitori.